# Spin-Netzwerk
Spin-Netzwerke (englisch spin network) wurden 1971 von Roger Penrose entwickelt und stellen einen kombinatorischen Zugang zur Raumzeit der allgemeinen Relativitätstheorie dar.
Dieser mathematische Formalismus wurde in der Schleifenquantengravitation (LQG, auch Loop-Quantengravitation) wiederentdeckt und erweitert. Spin-Netzwerke haben die Wilson-Loops als mathematische Orthonormalbasis des LQG-Hilbertraums abgelöst.
Sie bestehen schematisch aus Knoten und Linien und stellen gerade den quantisierten Raum dar, den die LQG dann alleine aus den Konzepten der allgemeinen Relativitätstheorie und der Quantenmechanik abzuleiten vermag. Umordnungen im Spin-Netzwerk definieren dann einen lokalen Zeitbegriff und münden in den Spin-Schaum.